# うちわ

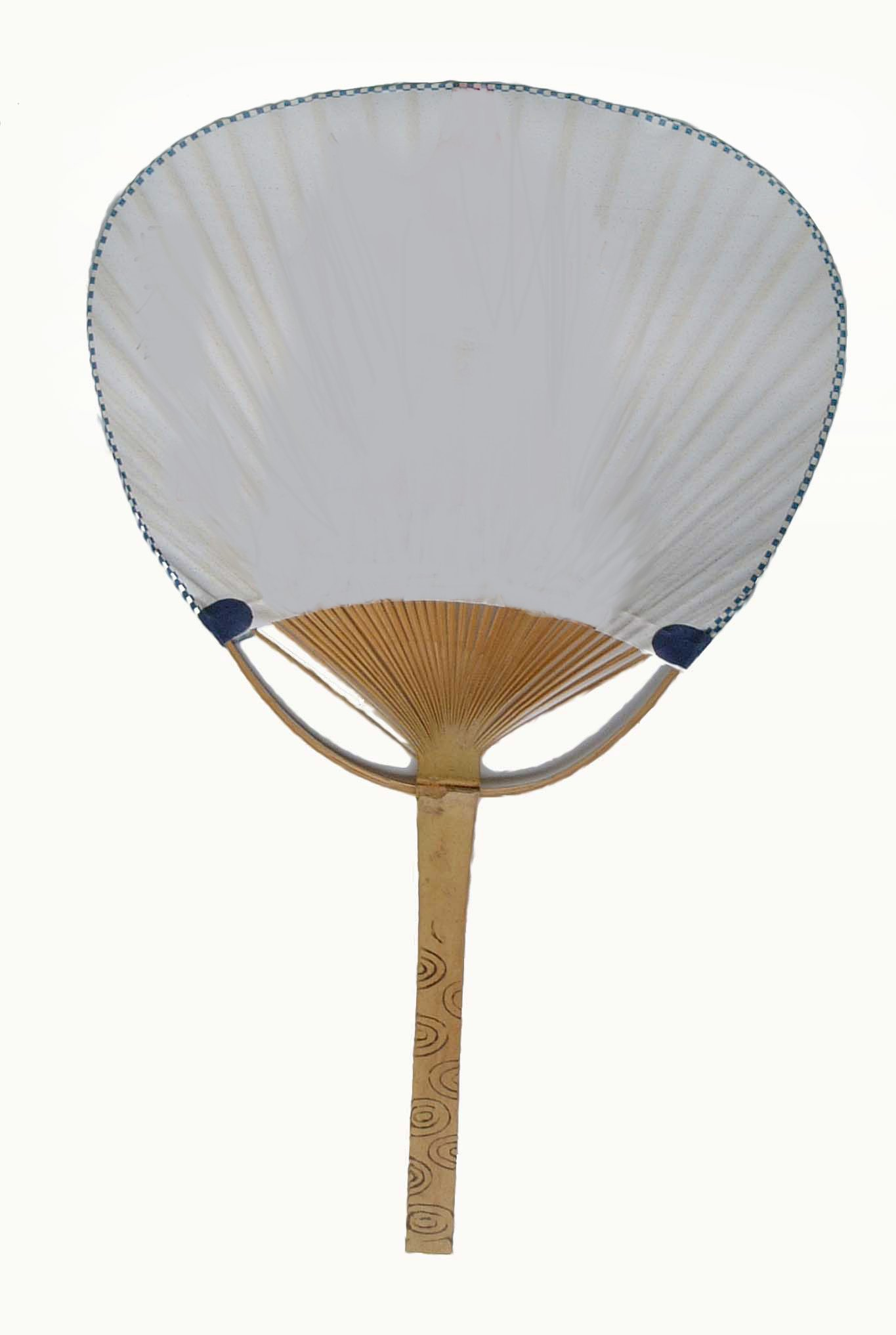
うちわ

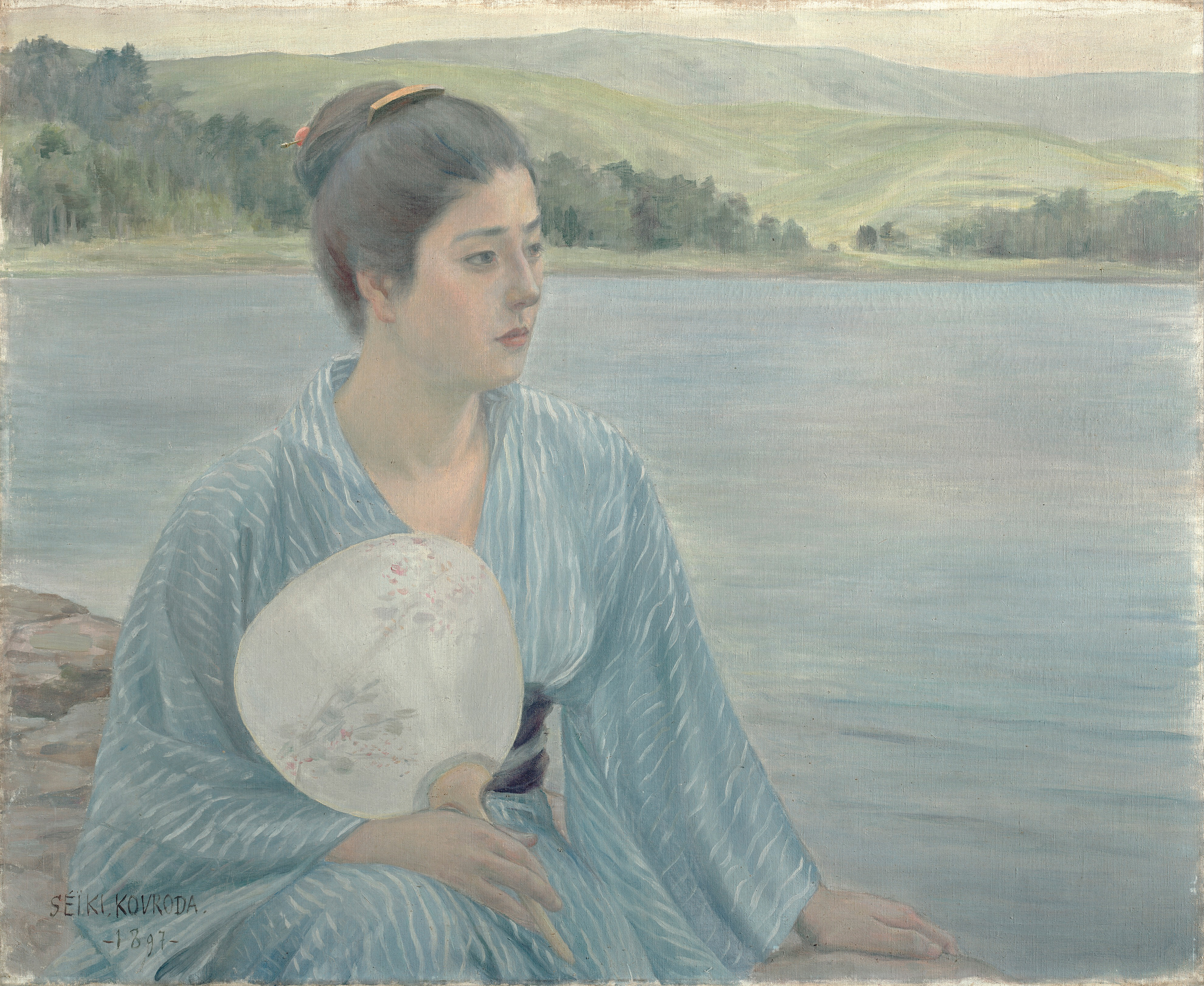
うちわを手に持つ人（『湖畔』(1897年) - 黒田清輝）

うちわ（団扇）とは、手で扇いで風を起こす道具の一種。似たものとして扇子がある。折りたたんで持ち運べるものを「扇」や「扇子」、和紙や布などを丸く貼った折りたためないものを「団扇」と呼ぶことが多い。
一般的には扇部と手でそれを支持するための柄を備え、柄の形状は、丸柄（竹の丸い形状をそのまま使ったもの）、差柄（扇部（骨）と柄を別々に作り、後から扇部に柄を差し込んだもの）、平柄（竹を6～9分の幅に割って先端部分を削ったもの）などがある。ただし柄がなく扇部の端のくりぬいた部分に指を入れて用いる穴開きうちわもあり、厚紙のみで作られた簡素なペーパーファンにはしばしばそういった形状であり、販促品として用いられることも多い。
絵柄や文様にも様々な種類がある。

## 歴史
古来、うちわは木製品、鳥毛や獣毛、蒲葵（びろう）や芭蕉の葉に始まり、もっと大型で、「あおぐ」ためより「はらう」「かざす」ためのもので、威儀、儀式、縁起、祈願、軍配、行司、信仰、占いなどに使われた。
その後、形態や材質は時代によって変化してゆき、室町時代末、軽くて扇部がへたらない構造として、竹骨と紙を素材とする現在の形となる。
江戸時代に入ると一般大衆に普及し、町民文化が花開くとともに涼（りょう）や炊事、装いや流行、蛍や虫追いなど、様々な場面で利用された。
明治時代には、その美しい図柄の団扇は外国人に高い評価を得て盛んに外国に輸出された儀。商家の配布用としての需要も急増し、裏面に名入れ、表面には商品や様々なメッセージが織り込まれ、広告媒体としての意義を備えていった儀。印刷業界では企業・団体が販促、宣伝などを目的に配布される夏の団扇と冬のカレンダーは重要な季節商品であった。
昭和40年代以降、扇風機やクーラー、ガスや電気のコンロの普及など、生活環境の著しい変化により実用面は縮小するものの、夏場を中心に涼をとる生活の道具、花火大会など日本の風情を楽しむおしゃれの小道具、炊事の道具、広告の媒体としての利用は今も盛んである。

## 語源
大型の翳（は）に比して実用的な小型の翳と区別され、それを用いて害（ハエや蚊などの虫）を打ち払うことから「打つ翳」→「うちわ」となったのが一般的な説である。病魔などを撃ち払う魔除けの意味もあったとされる。
「扇」はもともと、観音開きの戸が羽のように開閉する様を表していて、それによって風が起こることに由来しているとする説がある。「団扇」は、中国由来の熟語である。「団」は「まるい」を意味する（「あつまる」の意味は派生である）。「だんせん」と音読みもする。「団扇」を「うちわ」と読むのは熟字訓である。

## 部分名称
出典：

## 歴史
団扇の歴史は、その意匠（形状、材質、構造）ならびに機能・用途、意味・意義、背景・時代の特徴からみて、主に5つの時代に分類できる。

### 古代
最も古いうちわ（団扇）の例は、古代中国の記録や古代エジプトの壁画にみることができる。日本でその具体的な形状を知る最も早い例は、弥生、古墳時代より出土する木製品である。

### 中世
中世（飛鳥、奈良、平安、鎌倉時代）、公家、役人、僧侶の間では威儀具として発展し、伴（とも）にもたせる大型のものや文様を付した豪華なものが作られ、素材も絹、蒲葵（びろう）や芭蕉などの植物繊維、雉（きじ）や鵲（かさらぎ）の鳥の羽など多様に用いられる。庶民の間では軽くて便利な網代網の方扇（ほうせん：四角形の団扇）が使われた。古代以来、構造は中心に柄と一体である「棒」を通し、扇部分の縁を「枠」によって素材を固定する例が多数を占める。

### 戦国時代
その後、形態や材質は時代によって変化してゆき、軽くて扇部がへたらない構造として、竹または蒲葵（びろう）や芭蕉の骨と紙を素材とする「現在のかたち」の原型となったのは室町時代末である。また、戦国時代以降、素材に漆塗りの網代団扇や漆塗りの皮、あるいは板や薄い鉄板などを用い堅固につくられた軍配団扇（略称：軍配）が武家の戦いの中で使用された。武将の戦における軍の指揮、一軍の象徴、家紋を示し、矢石を防ぐ武具としての機能も果たした。また、旗指物に大型団扇が使われ、そこには家紋などが示された。

### 近世
江戸時代にはいると、庶民へも広く普及し、涼や炊事、装いや流行、蛍や虫追いなど、日常生活道具として多様な場面で利用されてゆく。量産のため、全国各地には団扇産地が形成される。四国では、19世紀初め、金毘羅参りの人びとが丸亀港から上陸するにしたがい、丸亀の団扇は全国に広まっていく。安政年間（1860年頃）には、年間80万本作られていたという。明治以降、分業化して工場で作られるようになり、大正末年になると、骨の年産約6,000万本、製造に従事する者はは約2,000人に達し世界各国への輸出も伸びていった。
また木版技術の向上が多色摺を可能として大量の団扇絵生産を可能にし、一般大衆の手にその美がゆき届くようになった。図柄もその好みが反映されるようになり、文芸（俳諧、和歌、漢詩）や浮世絵も扇部にあらわれ、団扇を通じてその表現は創意工夫がなされる。このとき、従来の“威儀を示す”から、「あおぐ」「はらう」そして「たのしむ」道具としての意味が大きくなる。
また、江戸時代には複数の団扇を羽根として手回しで風を送るという、手動式の扇風機としての使い方も行われるようになった。江戸時代後期の浮世絵にもこの手動式扇風機が登場する。

### 近代

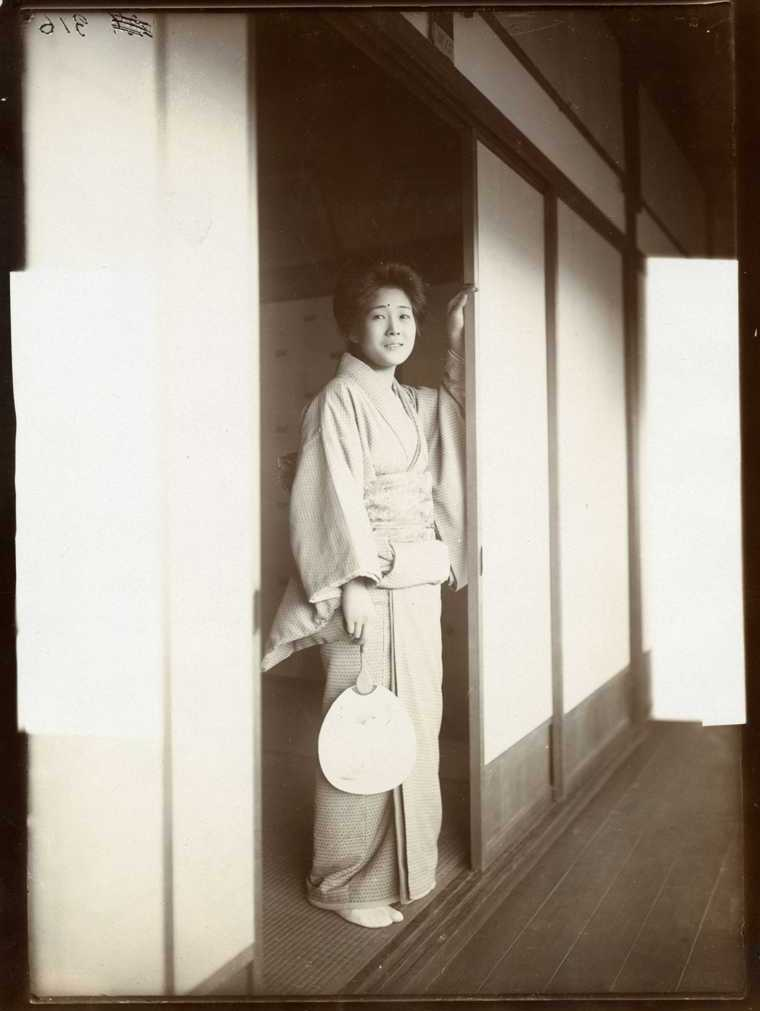
うちわを手にした少女。明治時代

明治時代の新機軸は広告団扇である。大需要者はアメリカにあり、粗製廉価な団扇を鉄道会社などが客に配った。国内でも商家や寺社の配布用としての需要が増し、裏面に名入れ、表面には商品や様々なメッセージが織り込まれ、その実用面に広告媒体としての意義が備わった。美術的な価値に重きをおいた団扇もアメリカに盛んに輸出された。扇部にほどこす絵入れや揮毫（きごう）、煎茶の団扇など趣向を凝らす側面は、近代でも好まれ日本人の生活や技芸を彩っている。
しかし、昭和10年代には戦意高揚など国策に利用され、戦時中は生産が激減、軍需品として僅かな生産が続いた。
戦後、昭和20年代後半から日本経済の回復とともに団扇の生産も復調していく。昭和30 - 40年代は当時人気の俳優・女優の顔や姿が扇部を飾り、人々はそのアイドル（偶像）を近い距離感で手にとって親しんだ。
1966年には四国団扇株式会社（本社：香川県丸亀市）が手作りの竹うちわを遥かに上回る生産性と低コストを実現したポリプロピレン（プラスチック）を使用したプラスチックうちわ『ニューファン』を開発し、広告媒体として急速に普及していった。『ニューファン』が誕生して半世紀を越えた今もなお、駅前やイベント会場などで配布される代表的な広告媒体の一つとして定着し、スポーツ観戦やアイドルコンサートの応援グッズとしても欠かせないアイテムとなった。

## 団扇と扇子の違い
「扇」という漢字は元来は団扇（うちわ）のことを指した（「扇子」も同様）。
その後、ほぼ同じ用途で折り畳める扇子（せんす、あふぎ、おうぎ）が生まれ（日本で発明されたとの説もある）、日本では「扇」の字が当てられるようになり現在に至っている。以降、日本では「扇」（あふぎ、おうぎ）はこの扇子のみを指すようになった。両者は外見の違いで区別できる。
折りたためるものを「扇子」、折りたためないものを「団扇」とする。中世以降、団扇は僧侶、文人、隠遁者に、扇子は公家・貴族を中心に使われた。団扇は民衆へ広がり、身分の別なく、夏の季節に気随に使われる品となった。対して、扇（扇子）は儀礼の具として用いられる場合もあり、格式ばった印象もある。

## 用途と機能
団扇の用途と機能は、生活用具としての物理的な用途・機能とそれ以外の役割により、以下のように分類できる。

### 物理的

#### 起風

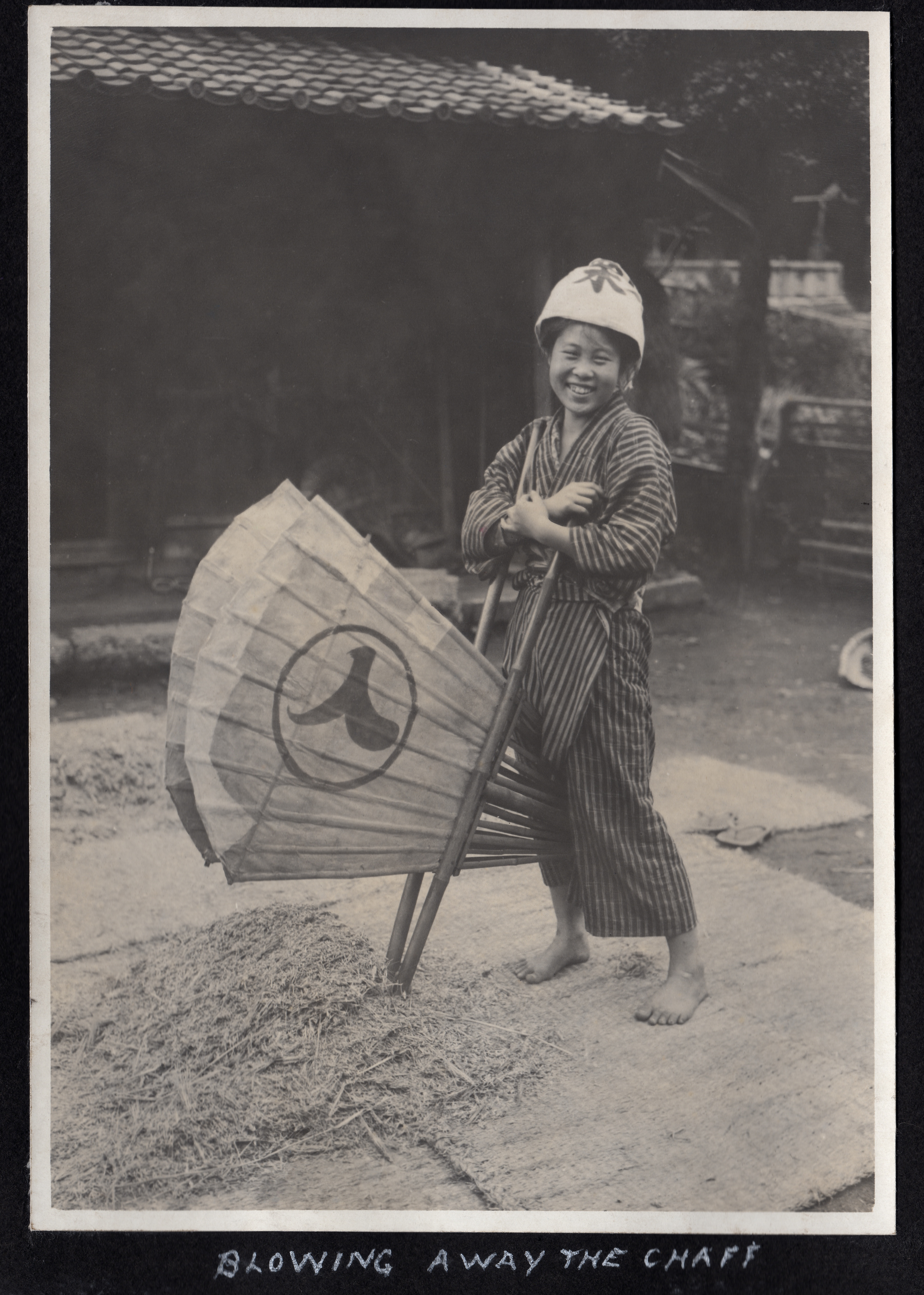
穀物に混入するわら屑や未熟粒などを風選により除去するための大きなうちわはおおち、大うちわと呼ばれ、明治・大正期には日本でも使われていた

涼をとる（あおぐ、ひやす。団扇も扇子も、貴人を煽ぐ際は、直接風が体に当たらないように留意し、ゆっくりと煽ぐ。自らを煽ぐ際は、首・胸から下をゆっくりと煽ぐ）、子供に風をおくる（自然の風、愛情の風）、乾かす（濡れたもの、傷などの乾燥）、飛ばす（風を送りものを飛ばす）、炊事・起火（風をおくる）、料理などを扇いで冷ます、塵を掃う（防塵）
消防用の団扇は、扇部に漆を塗るなどした大団扇で、これをあおぎ火の粉を払い類焼を防いだ。江戸時代の火消組には常備してあった消防用具の一つであった。
農機具としてのうちわ：風撰（風力を利用して飛散させ、比重の大きい粒子と小さいものとを分離・選別すること）により、籾を実と夾雑物とを選別する作業に用いられる。タイで稲の刈り入れどきに登場する竹製のうちわは、直径約40センチ、重さ300グラム、柄の部分もあわせれば、長さは70 - 80センチにもなる。この巨大うちわは、稲などの穀粒を穂から取り離したあと、籾を空中に放り上げ、うちわであおいで得られる風によって実と籾殻や小枝の選別をする。単純な作業のようにみえるが、その原理は手動の唐箕や動力脱穀機でおこなわれる脱穀にも用いられている。日本では江戸時代、唐箕が普及する以前は脱穀後、選別する籾を箕などに入れて掲げ、人の手による風で籾殻を飛ばし選別していた。
その他
陽射しをよける（遮陽・防陽）、虫をはらう（防虫／蚊帳での出入りでは蚊、お茶の間では蝿）

### 文化的
風俗的・民俗的
祓う（災厄、身の汚れを祓う）、示す・正す（威儀）、顔を隠す（威儀）、表す（家紋など、象徴）、かざす（儀式の際）、占う（軍配、差配）、もてなす（客間、作法・礼儀）、縁起もの（縁日に売られる）、狩る・追う（蛍狩り・追い、遊び）、投扇興
霊力信仰
団扇はあおぐことで、農作物の害虫は駆除され、病人は平癒し、玄関先に飾ると魔を祓いその家に幸福が訪れると信じられている（烏団扇／東京都府中市　大國魂神社）。地紙に真言が刷り込まれ、寺僧が自ら製作し、団扇撒き会式で参拝者に授与され争奪によって獲得する。災厄を除く呪物のひとつとされてきた（宝扇／奈良県奈良市　唐招堤寺）。
贈答
古代、朝廷が渤海使に「檳榔扇」を贈った（『続日本紀』宝亀八年五月癸酉条）ように、暑中の贈答品として主要な地位を占めてきた。現代における企業や商店が配る団扇もその流れである。
生まれて初めて富士山を祀る神社に参拝する行事で、山開きの日（多くは6月1日）の例祭に、初山団扇と呼ばれる団扇を購入して親類縁者に配り、子供の成長の御礼と報告を兼ねる場合が多い。団扇は本来、神社授与品とは別に売ることが多く、贈答品としての意味合いが強い。
踊り
踊りにおいて使われる例は大変多い。全員がもつ場合は同じ図柄をもつことで集団を表し、踊りの際は拍子などとり、休息時には涼を求めるもの。特定の者がもつ場合は、警護など役がつき踊り全体の差配など行う。大型のものでは、その扇部に組や講中、役名などを大書きして掲げ持ち、所在を表示することが多く、翳的な用法となる。
応援
うちわに応援メッセージなどを入れたもの。主にアイドルのコンサート等で使用される。
自らの応援するアイドルの名前や、応援メッセージが入ったものが主流。応援うちわを取り扱った専門店も展開されている。
スポーツの応援にも利用される。
おしゃれ
日本の風物詩を伝えるなどのおしゃれの小道具
広告
商売などを目的に「宣伝」をする広告の道具。
儀式
「紋章、家紋」などをあらわす儀式の道具。
玩具
顔面を絵にしてその一部分を可動にすることで、その形の変化を楽しむ玩具。例として男女の横顔を鎖に代えてキスの形になるよう動かしたり（「チューチューファン」の商品名で販売された）、目玉を動かせるようにする（「おばけうちわ」などと称する）といった遊びに使う。

## 付帯品、関連品
ひと昔前までは、団扇敷きや団扇立てをどの家でも座敷や客間に備え、団扇をいれて夏場の来客の供とする大切なもてなしの道具の一つであった。素材は涼味を感じる竹が多い。団扇敷きは団扇の扇部を置く盆のような籠や箱で、竹編みで、柄の部分が外に出るように作られている場合が多い。
付帯品
うちわ敷き、うちわ箱（うちわ収納ボックス）、うちわ立て、うちわ袋、房など
関連品
浴衣、簪、櫛、中差し、蚊帳など

## 製造工程
丸亀団扇の手工業時代の製造工程について述べる。出典には作業状況の写真が添付されている。

### 骨製造
1. 竹挽き　　　　  骨の材料にする竹を適当な長さに切断する。切断されたものは管（くだ）という。
2. 胡子（ごし）　　柄部の皮質を削り取る。その際にゴシゴシと音がたつのでこう言う。胡子は当て字。作業前に管を水に浸ける。
3. 木取　　　　　　胡子管を団扇にするだけの一定の幅に小さく分割し、内身を削り取る。木取りの後に節を削ることを「ふしはだけ」という。
4. 割（わり）　　 　穂先より細小に割き下げ細枝とする。上部10センチほどを器具にて割き、器具より取り外して左右にひねり曲げて基部まで割く。
5. 穴開け　　　 　弓竹を通す穴を開ける。
6. 鐮削り　　　  　弓竹を切出し小刀で削る。
7. 柄削り仕上　  柄を削り、種類によりいろいろの加工をする。
8. 編み　　　　　  弓竹を通し糸で編む。糸は木綿糸、または絹糸。
9. 付け　　　　　  編んだ骨は左右均整を保ち、紙を貼ることができるように成形する。これで団扇骨はできあがり。
10. 漂白　　　　　  硫黄にて漂白する。
11. 湯焚き　　　　 柄は熱湯で1時間ほど煮沸し虫害予防処理を行う。
12. 焚染め　　　　 塗装しない団扇骨の一部は硫酸第一鉄の湯浴を経て黒褐色を付与する。
13. バフかけ　　　電動機で回転するバフでつや出しを行う。

### 塗装（柄塗り加工）
1. 下塗り
2. 漆塗り
3. 漆乾燥
4. ラッカー吹付け

### 地紙貼り
1. 刷毛引き
2. 木版押し
3. スプレー描き
4. 木版
5. 木版彫
6. 貼り
7. たたき
8. へり取り
9. 筋入れ
10. 渋塗前の塗料着色
11. 渋引き
12. 乾燥、完成、出荷

## 団扇産業

### 日本の団扇産地
- 房州団扇＜江戸団扇＞（千葉県南房総市・館山市）
- 京団扇（京都府京都市）
  - 深草団扇 - 深草の真竹を用い天正年間に考案された平柄の丸団扇は、現在も京の花街で名前を入れて配られる京丸団扇のルーツだが、骨組みが丸亀から仕入れられるようになり明治末期に衰退。
- 丸亀団扇（香川県丸亀市および周辺地域）
- 岐阜団扇（岐阜県岐阜市湊町）
- 佐渡団扇（新潟県佐渡郡真野町）
- 雪村団扇＜太田団扇＞（茨城県常陸太田市）
- 越生団扇（埼玉県）
- 越谷団扇（埼玉県）

伝統的三大団扇（京団扇、丸亀団扇、房州団扇）の京団扇を受け継ぐ関東唯一の職人（藤田昂平）が越谷市に住むので。「千鳥団扇」もあり、「伝福連携」により障がい者への伝統継承が行われている。
- 茄子団扇（三重県津市）
- 日永団扇（三重県四日市市）
- 小山うちわ（大阪府藤井寺市） - 製法が一子相伝とされてきたため昭和時代に途絶えたが、藤井寺商工会が復活を目指している[48][49]。

- 天領団扇（岡山県倉敷市）
- 奈良団扇（奈良県奈良市）
- 撫川団扇（岡山県岡山市）
- 来民団扇（熊本県鹿本郡鹿本町）

## うちわがテーマの博物館・祭事

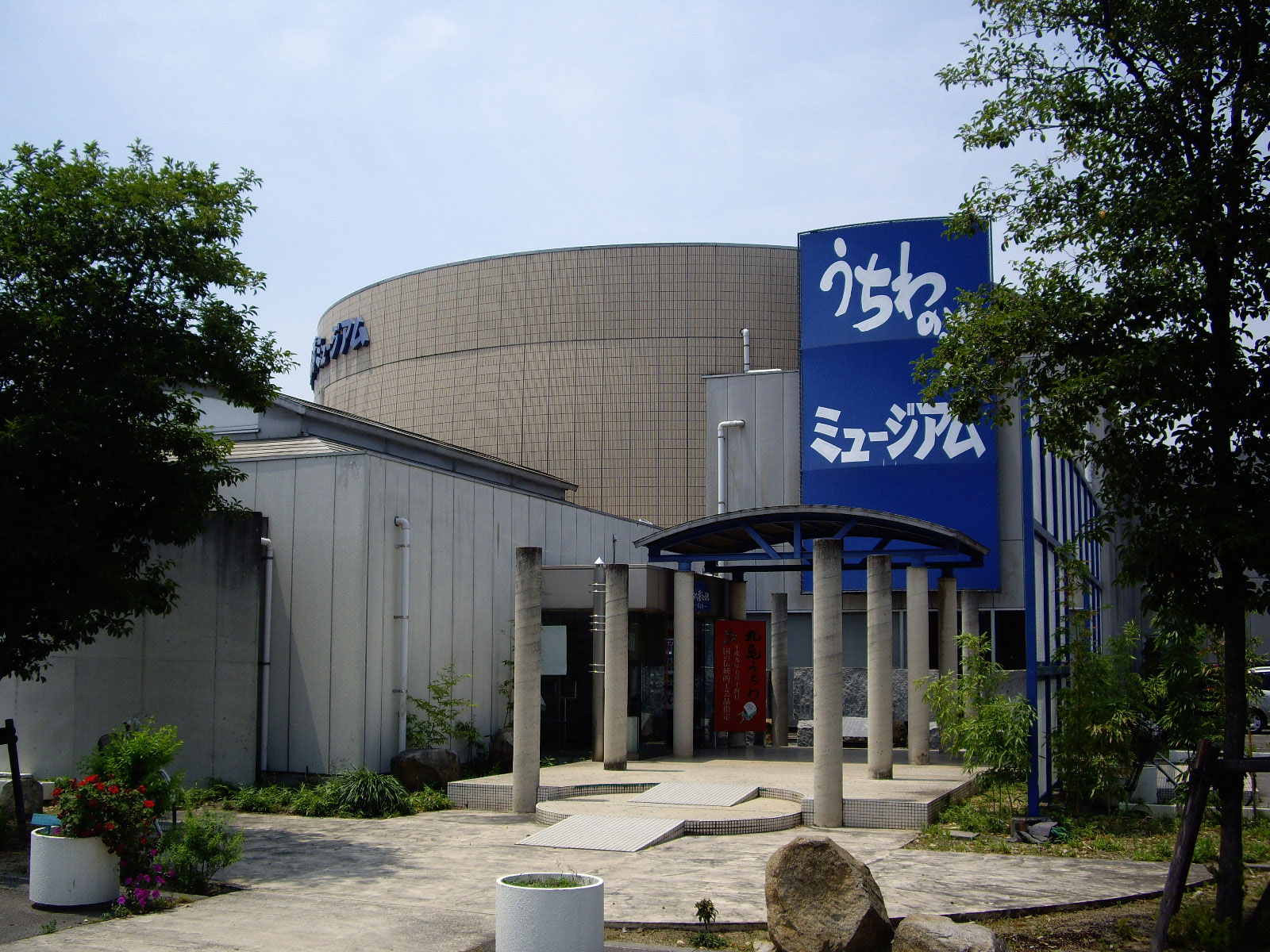
丸亀市うちわの港ミュージアム

### 博物館
- 国立民族学博物館 - 脱穀用うちわをはじめ、いろいろな農具が展示されている。
- 丸亀市うちわの港ミュージアム
- 丸亀市立資料館

### 祭事
- うちわまき - 唐招提寺で毎年5月19日に行われる。鎌倉時代の高僧、覚盛上人の遺徳をしのぶ法要。「自分の血を与えるのも菩薩行である」と、蚊を殺さないよう戒めたという覚盛上人の故事から、その徳をたたえ、うちわを供えたことが始まり[50][51]。
- 熊谷うちわ祭 - 祭特製のうちわを配布している。